# دانیل کادنا
دانیل کادنا (انگلیسی: Daniel Cadena؛ زادهٔ ۹ فوریهٔ ۱۹۸۷) بازیکن فوتبال اهل اسپانیا است.
از باشگاه‌هایی که در آن بازی کرده‌است می‌توان به باشگاه فوتبال رئال بتیس اشاره کرد.
وی همچنین در تیم ملی فوتبال نیکاراگوئه بازی کرده‌است.